# Michał Rogalski (filmowiec)
Michał Rogalski (ur. 8 lutego 1970 w Warszawie) – polski reżyser i scenarzysta, sporadycznie również aktor, montażysta i operator.

## Życiorys
Studiował na Wydziale Nauk Politycznych Uniwersytetu Warszawskiego. W 2001 roku ukończył studia na wydziale reżyserii PWSFTviT w Łodzi, a w roku 2007 kurs reżyserii w Mistrzowskiej Szkole Reżyserii Filmowej Andrzeja Wajdy. W roku 2008 otrzymał pierwszą nagrodę w krajowej edycji konkursu scenariuszowego Hartley Merrill i drugą nagrodę w edycji międzynarodowej za scenariusz Letnie przesilenie.

## Filmografia
- 2004: Kozietulskiego 6 – reżyseria
- 2005: Chaos – współpraca scenariuszowa
- 2006: Cargo Sofia – reżyseria
- 2006: Śląski Interes – scenariusz, reżyseria
- 2007: Upadek – scenariusz, reżyseria
- 2008: 12 ton – oni tam wszyscy są – reżyseria
- 2008: Ostatnia akcja – scenariusz, reżyseria
- 2014: O mnie się nie martw – reżyseria
- 2015: Letnie przesilenie – scenariusz, reżyseria
- 2017: Wojenne dziewczyny – reżyseria, również obsada aktorska
- 2018: Gotowi na wszystko. Exterminator – scenariusz, reżyseria

### Etiudy filmowe
- 1998: Synkowie – scenariusz, reżyseria
- 1998: Święto – scenariusz, reżyseria
- 2002: Film życia – Paweł i Ewa – scenariusz, reżyseria, zdjęcia, montaż
- 2003: Anioł – scenariusz, reżyseria
- 2003: Pocztówka z Hong Kongu – scenariusz, reżyseria

### Filmografia (aktor)
- 2000: Portret podwójny
- 2010: Ratownicy jako reżyser w szkole teatralnej (odc. 13)
- 2011: Czas honoru jako sprzedawca brylantu (odc. 44)
- 2011: Przepis na życie jako dyrektor liceum (odc. 5 i 26)

## Nagrody filmowe
- Film życia – Paweł i Ewa – Srebrny Lajkonik w konkursie ogólnopolskim oraz Nagroda Jury Studentów miasta Krakowa Krakowskiego Festiwalu Filmowego